# Ferdinand Willaert

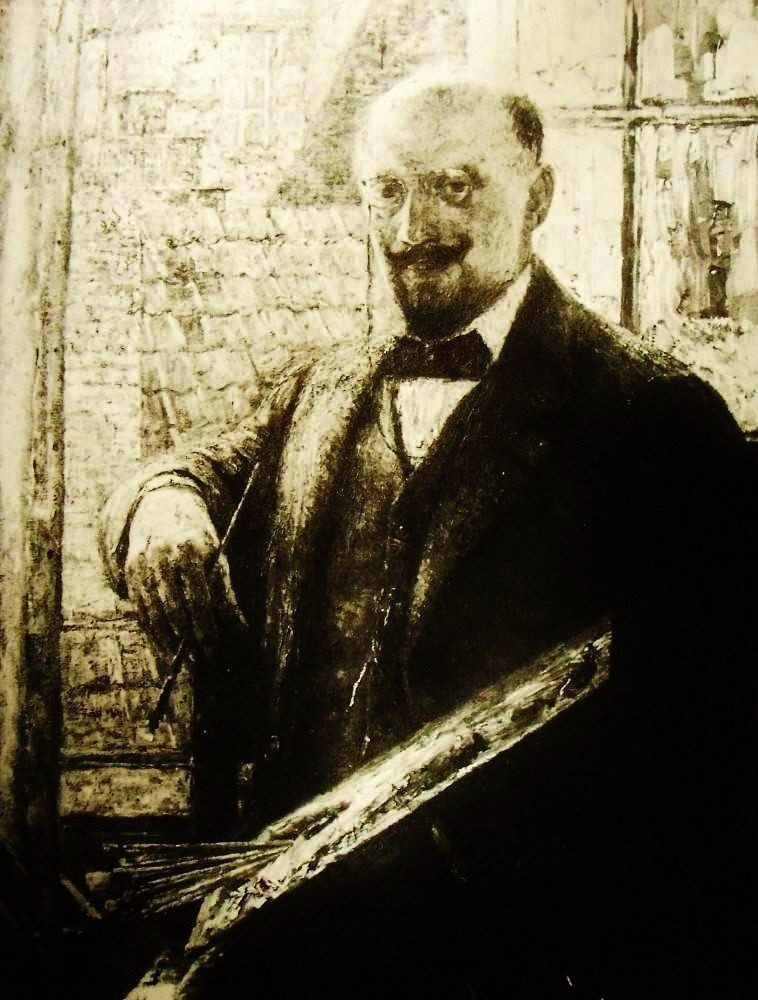
Ferdinand Willaert (Valentin Willaert-Fonton)

Ferdinand Willaert (* 15. Januar 1861 in Gent; † 30. Juni 1938 ebenda) war ein belgischer Maler von Porträts, Landschaften, Stadtansichten und exotischen Szenen. Er war älterer Bruder von Arthur  Willaert (1874–1942) und Raphaël Robert Willaert (1878–1949).
Nach seiner Ausbildung zum Dekorateur lernte er an der Koninklijke Academie voor Schone Kunsten van Gent bei Théodore-Joseph Canneel (1817–1892) und Louis Tytgadt (1841–1918).
Von 1887 bis 1890 studierte er an der École des Beaux-Arts de Paris.
Von 1890 bis 1892 reiste er nach Frankreich, Spanien und Marokko. Er malte viele Ansichten von Tanger und seiner Umgebung. 1893 wurde er Professor an der Akademie von Dendermonde und Mitglied der Nationalen Gesellschaft der Schönen Künste in Paris. Später wurde er Direktor der Dendermonder Kunstakademie. Willaert wurde Mitglied vieler künstlerischer Gesellschaften in Belgien und im Ausland. Von 1899 bis 1908 war er auch an der Organisation von Messen in Gent, Antwerpen, Brüssel und Paris beteiligt.
Unter dem Einfluss des Impressionismus wurde er Anhänger der Freilichtmalerei, blieb aber weiterhin auch in seinem Atelier tätig.
Seine exotischen Szenen aus Tanger und Umgebung brachten ihm viel Erfolg.

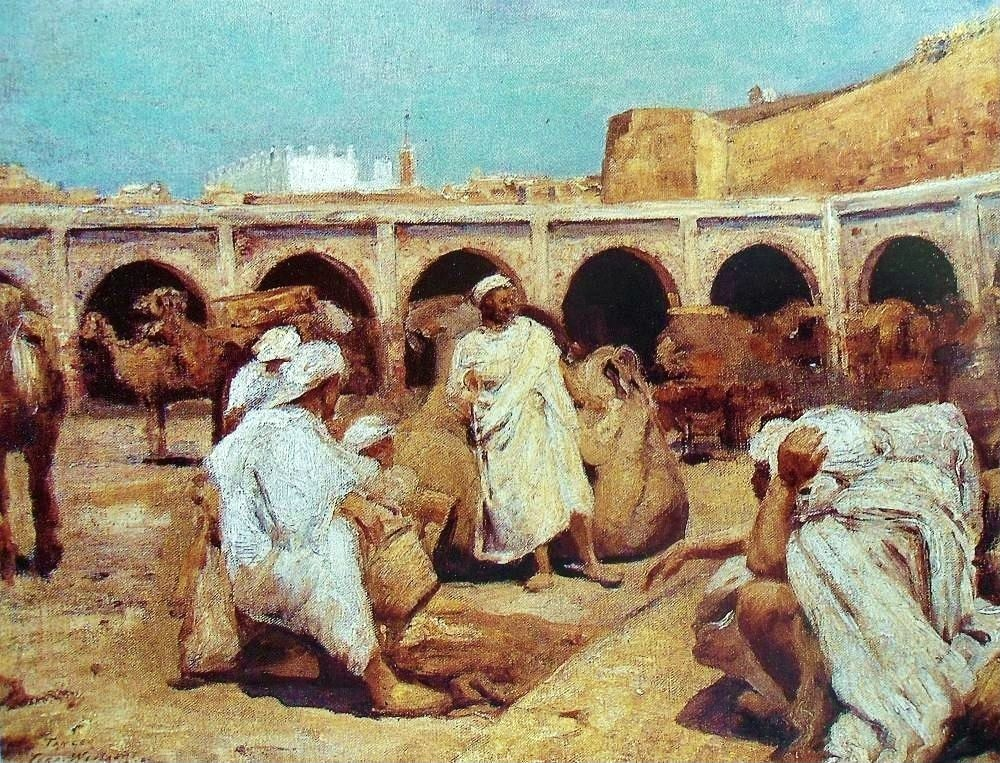
Kamelmarkt in Tanger
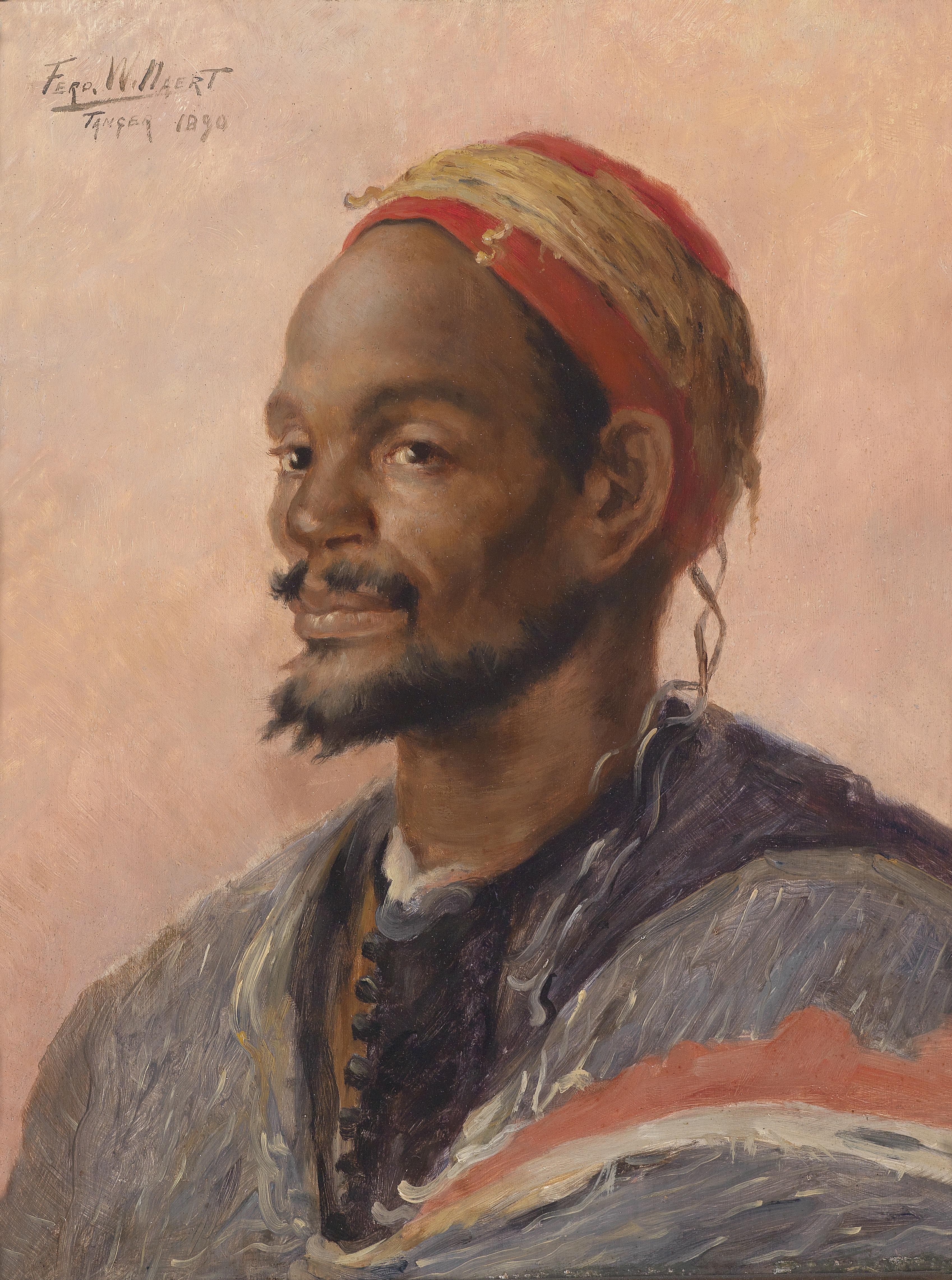
Porträt eines Marokkaners
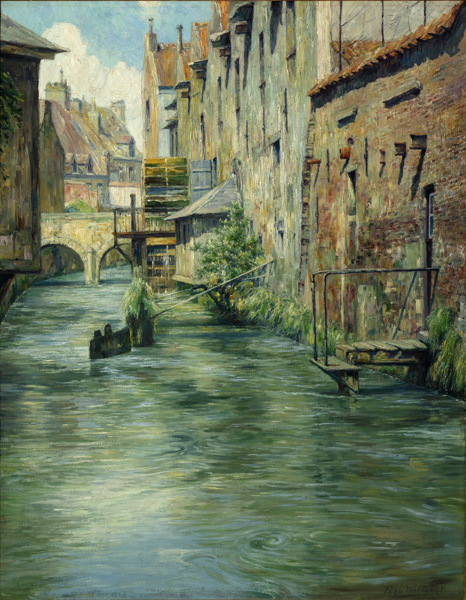
St. Amands
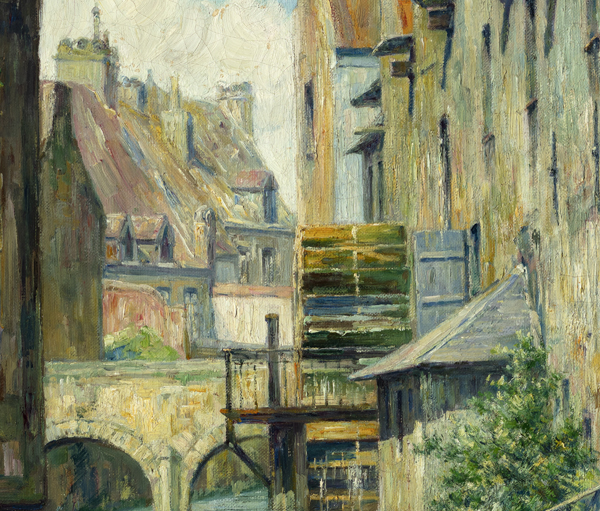
St. Amands